# Vald'Yerre
Vald'Yerre, anteriormente Commune nouvelle d'Arrou, es una comuna nueva francesa situada en el departamento de Eure y Loir, de la región de Centro-Valle de Loira.

## Historia
Fue creada el 1 de enero de 2017, en aplicación de una resolución del prefecto de Eure y Loir de 25 de mayo de 2016 con la unión de las comunas de Arrou, Boisgasson, Châtillon-en-Dunois, Courtalain, Langey y Saint-Pellerin, pasando a estar el ayuntamiento en la antigua comuna de Arrou.

## Demografía
| Gráfica de evolución demográfica de Commune nouvelle d'Arrou entre 1800 y 2013 |
|                                                                                |

Los datos entre 1800 y 2013 son el resultado de sumar los parciales de las seis comunas que forman la nueva comuna de Vald'Yerre, cuyos datos se han cogido de 1800 a 1999, para las comunas de Arrou, Boisgasson, Châtillon-en-Dunois, Courtalain, Langey y Saint-Pellerin de la página francesa EHESS/Cassini. Los demás datos se han cogido de la página del INSEE.

## Composición
| Comuna delegada     | Código INSEE | Población (2013) | Superficie (km²) | Densidad (hab./km²) |
| ------------------- | ------------ | ---------------- | ---------------- | ------------------- |
| Arrou               | 28012        | 1628             | 64.98            | 25                  |
| Boisgasson          | 28044        | 110              | 7.5              | 15                  |
| Châtillon-en-Dunois | 28093        | 819              | 37.19            | 22                  |
| Courtalain          | 28115        | 630              | 2.47             | 255                 |
| Langey              | 28204        | 352              | 19.48            | 18                  |
| Saint-Pellerin      | 28356        | 346              | 13.68            | 25                  |